# Heltai Ida
Heltai Ida, külföldön Aida Helta (Marosvásárhely, 1892. március 3. – Bukarest, 1975. május 18.) opera-énekesnő (szoprán).

## Pályafutása
A budapesti Operaházban tűnt fel először, ahol mint egészen fiatal énekesnő néhány epizódszerepben lépett a közönség elé. Ezután Bukarestbe szerződött, ahol vezetőszerepeket kapott, később a berlini városi operaház tagja lett, ahol előbb olaszul, majd németül énekelt. 1926-ban az egyik első berlini Turandot volt. 1928. április 3-án a Városi Színház vendége volt, ahol a Troubadour Leonora szerepében mutatkozott be újra. Értékes, széles regiszterű szopránja és jelentős énekkultúrája biztosították sikerét. 1929-ben visszatért a szülővárosába tanítani, majd 1934-ben második, bankár férjével együtt Bukarestbe költözött.